# خولیو انریکه مورنو
خولیو انریکه مورنو (انگلیسی: Julio Enrique Moreno؛ ۲۰ اکتبر ۱۸۷۹ – ۲ آوریل ۱۹۵۲) سیاست‌مدار اهل اکوادور بود. او رئیس جمهور موقت اکوادور بود.